# Économie informelle
 (juillet 2019).
L'économie informelle (ou économie grise) est l'activité économique qui est réalisée sans que l'activité fasse l'objet d'un regard ou d'une régulation de l'État. Elle n'est de fait ni fiscalisée ni déclarée. Le caractère « informel » d'une activité ne doit pas être assimilé automatiquement au fait qu'elle s'exerce de façon « non marchande » (le travail au noir est rémunéré) ou de manière « illégale » (le travail domestique est bien légal).
Le terme a pour origine les travaux de l'anthropologue Keith Hart (en) et la notion de « secteur informel » (ou « secteur non structuré ») correspond généralement à celle définie par le Bureau international du travail.

## Origines et causes

### Dans les économies développées
Pour certains, l'économie informelle est un simple résidu de l'économie de l'ère préindustrielle (l'économie familiale), un manque de l'État-providence et de la société des loisirs (l'économie conviviale) ou le résultat des perversions de l'économie moderne (le travail au noir).
Pour d'autres, l'économie informelle, loin de disparaître, semble jouer le rôle de soupape de sécurité des économies normalisées et être un gage de flexibilité des sociétés/dans le cadre desquelles les performances toujours plus élevées qu'on y attend n'y sont obtenues qu'au prix d'une « suradaptation », elle-même source de nouvelles rigidités.
Plusieurs facteurs sont pointés qui semblent contribuer à l'existence et au maintien du travail et du secteur informel :
- le caractère simple de l'activité : facilité d’accès aux activités ; l’échelle restreinte des opérations; mise en œuvre de qualifications qui s’acquièrent de façon pratique, en dehors du système scolaire officiel ; l’utilisation de techniques simples et le nombre réduit de travailleurs ;
- un effet de proximité fort : utilisation de ressources disponibles localement ; importance de la structure familiale ; débouchés de l'activité assurés sur des marchés informels, échappant à tout règlement et ouverts à la concurrence.

### Dans les économies en voie de développement

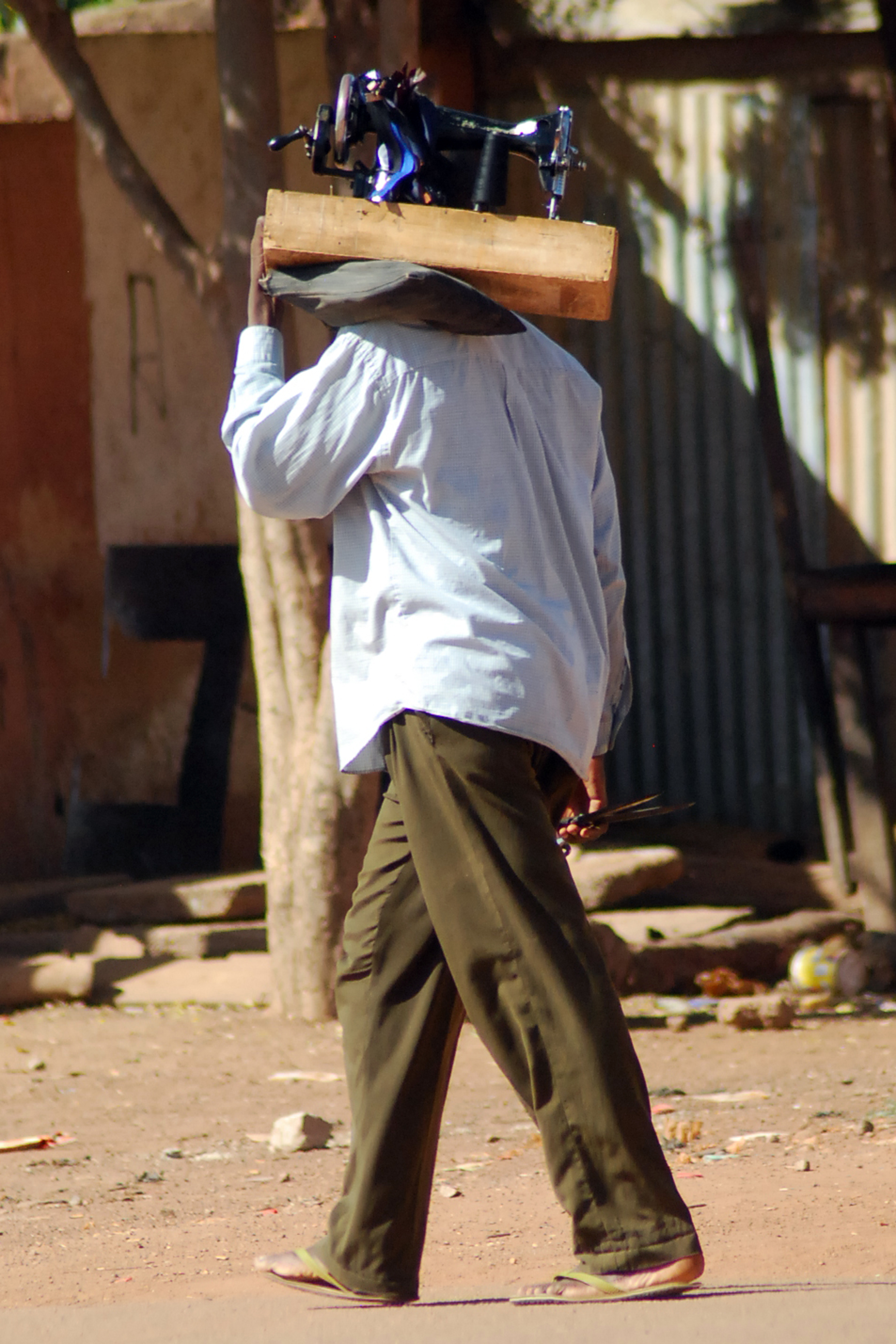
Couturier ambulant portant sa machine à coudre dans les rues de Ouagadougou.

Le secteur informel occupe une place importante, sinon dominante :
- le volet non marchand recouvre les activités domestiques au sens large, celles qui sont assurées dans un contexte traditionnel, de nature familiale ou clanique, le plus souvent rural.
- le volet marchand recouvre des activités marchandes réalisées dans les périphéries urbaines ou les zones défavorisées par des individus qui s'efforcent de survivre en combattant par tous moyens à leur disposition la misère et le sous-emploi. Ces activités qui se réalisent en marge de l'économie « normale » témoignent d'une forme de créativité et de débrouillardise indéniable (recyclage de matériaux ou de produits usagés…).

Le secteur informel joue souvent un rôle majeur dans les pays en développement où la puissance publique ne dispose pas du pouvoir de superviser ou de normer les relations de travail. La part de l'économie informel (en pourcentage du PIB des pays concernés et en pourcentage des travailleurs) a diminué depuis les années 1990.

### Dans les économies en dysfonctionnement
Les activités « informelles » correspondent à la création et à l'existence d'une « économie grise » : elles sont favorisées par l'existence de dysfonctionnements résultant d'un contexte structurel ou des pratiques de certains agents économiques.
- Dans les économies planifiées, cette économie « intermédiaire » peut être largement tolérée dans la mesure où les pratiques qu'elle suppose sont censées contourner ou remédier aux dysfonctionnements (rigidités et pénuries) du système de gestion officiel.
- Dans tous les régimes économiques, y compris en économie de marché, certains agents peuvent tirer parti de leur position ou de leur situation pour en tirer profit : la finalité et le fonctionnement des activités peuvent être détournés par des pratiques de corruption, d'entente, d'abus de position dominante ou de détournement.

| Pays          | %       | Année |
| ------------- | ------- | ----- |
| Inde (femmes) | 97 %    | 1993  |
| Égypte        | 90 %    | 1993  |
| Inde (hommes) | 89 %    | 1993  |
| Philippines   | 85 %    | 2001  |
| Corée du Sud  | 77 %    | 2004  |
| Brésil        | 75 %    | 1999  |
| Malaisie      | 74 %    | 2001  |
| Chine         | 72 %    | 2001  |
| Tanzanie      | 70-95 % | 2003  |
| Mexique       | 66 %    | 2001  |

### Dans le domaine de la santé
Les accompagnements de malades et handicapés (membres de la famille, proches) apportent une aide informelle, souvent difficile à mesurer, souvent très chronophage et parfois épuisante, mais très importante.

Bernard van den Berg et ses collaborateurs en 2004 ont défini « les soins informels comme un ensemble de services non commerciaux, divers et variés, fournis par un ou plusieurs membres de l'entourage du bénéficiaire. Ces services, qu'ils soient rémunérés ou non, sont mis en place en réponse aux besoins spécifiques du bénéficiaire des soins ».

## Différentes composantes de l'économie informelle

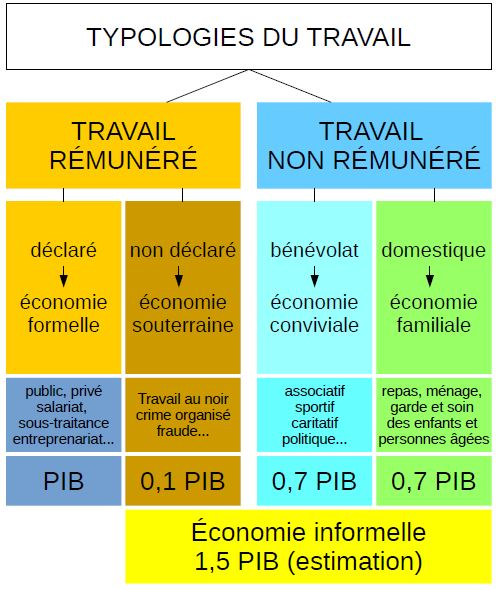
Typologies du travail - chiffres de PIB basés sur les estimations pour la France dans les années 2010.

### Économie familiale et domestique
L'économie familiale était autrefois la composante la plus importante de l'économie et assurait l'essentiel des activités de production. Son déclin relatif est dû au développement de l'économie de marché, au développement de l'économie sociale qu'il a fallu financer (assurance maladie, retraites, chômage, services sociaux) et au besoin des économies modernes de contrôler les flux économiques.
Les principaux travaux réalisés dans le cadre de l'économie familiale sont :
- la transformation des achats alimentaires en biens de consommation (repas) ;
- les activités de service, comme le ménage et les travaux de couture : jardinage, bricolage et petites réparations ;
- les activités de service à la personne : garde des enfants, garde des malades et des personnes âgées, transports des personnes.

Selon une étude de l'INSEE (organisme français), s'il fallait valoriser au prix de marché cette économie familiale, elle représenterait au moins une somme égale aux deux tiers du produit intérieur brut. De plus, cette économie, favorisée par le haut niveau de chômage et le temps libre, semble être en pleine expansion.
Si, à ses activités de base, on ajoute d'autres activités plus commerciales ou de services comme l'aide à l'exploitation familiale agricole ou artisanale (récolte de productions agricoles, petite comptabilité, accueil et renseignements des clients, etc.), l'économie familiale représenterait plus des trois-quarts du PIB.

### Économie souterraine
(août 2021).
- Si vous ne connaissez pas le sujet, laissez ce bandeau (vous pouvez alors contacter les auteurs).
- Si vous supprimez le contenu mis en cause (vous pouvez préalablement contacter les auteurs),

argumentez précisément cette suppression dans la page de discussion
(un manque de référence n'est pas un argument ; une recherche réelle de référence doit avoir été effectuée, être formellement documentée).
L'économie souterraine (dite aussi « parallèle », ou « clandestine », ou « occulte ») regroupe trois formes d'activités très différentes :
- l'économie souterraine — illégale dans la forme de son exercice — générée par le travail au noir ;
- l'économie souterraine (illégale dans la forme de son exercice, mais aussi condamnable à raison de son contenu et de ses effets) comme l'économie générée par les délits économiques ;
- l'économie générée par les activités criminelles.

Ces formes ont au moins trois points communs :
- elles échappent aux règles économiques et sociales et à l'intervention de l'État ;
- elles ne donnent lieu à aucun prélèvement obligatoire (fiscal ou social) ;
- elles faussent le jeu de la libre concurrence par rapport aux activités légales, soit du fait de leur propre activité (travail au noir), soit du fait de l'intégration de sommes provenant d'activités délictuelles ou criminelles, cherchant à se réinvestir (blanchiment d'argent).

Dans certains cas, la réglementation permet de cadrer ou de lutter efficacement contre certaines pratiques, même si leur maintien prête par ailleurs à discussion :
- la réglementation des casinos et le développement de l'offre de jeux officiels à prix accessibles (lotos divers, loteries et PMU) permet de lutter contre les jeux et paris clandestins ;
- la réglementation des ventes de boissons alcoolisées (préférée aux lois de prohibition aux États-Unis) ;
- les amnisties fiscales incitant au rapatriement de fonds placés à l'étranger ;
- en France, l'abrogation en 1984 de l'ancienne législation sur l'inscription des étrangers au registre des métiers, qui relance la création de nombreuses entreprises artisanales ;
- la légalisation et la prise en charge par les services publics des pratiques d'avortement qui réintègre cette activité dans l'économie officielle pour éliminer les pratiques clandestines effectuées dans des conditions douteuses ;
- en France, la réglementation des activités de prostitution par le roi Saint-Louis avait permis d'éviter le pire, alors que la loi Marthe Richard d'après-guerre contre les maisons closes a eu comme première conséquence de repousser cette activité dans l'économie souterraine ;
- la dépénalisation des drogues douces et la fourniture gratuite ou quasi-gratuite aux drogués de leur drogue, qui permettrait de « casser » un pan important du marché du crime.

L'existence d'une importante économie souterraine est quelquefois présenté comme le signe d'un dysfonctionnement grave de l'économie formelle ou des services publics de l'État. Si le travail au noir existe, ce serait que le marché officiel du travail connaît des rigidités qui paralysent le développement de l'emploi officiel ou qui en empêche l'accès, cela peut aussi indiquer que dans certains domaines, le coût réel du travail — salaire et cotisations sociales — est devenu insupportable pour la demande. Le dysfonctionnement peut être caractérisé par :
- la lourdeur de la pression fiscale qui pousse les entreprises à fuir l’impôt en créant une activité informelle ;
- la lenteur des règles administratives qui décourage toute initiative d’investissement ;
- la réglementation sociale sur le salaire minimum, les allocations familiales, ou les charges parafiscales ;
- l'ouverture des frontières à la concurrence du marché mondial.

Il semble impossible de lutter contre le marché souterrain avec une garantie de succès par seulement la répression : même dans l'URSS, où la fraude économique était punie de la peine de mort, le travail au noir et ses mille petites astuces fleurissaient.

## Transition vers l'économie formelle
Le passage en dehors de l'économie informelle peut faciliter l'accès au crédit bancaire pour les entreprises des pays africains. La peur de la formalisation et de la complexité fiscale freine la sortie des entreprises de l'économie informelle.
Quitter l'économie informelle est difficile lorsque l'administration est corrompue. De plus, lorsque le secteur informel est la règle générale, le secteur formel voit se concentrer sur lui les prélèvements obligatoires, ce qui rend d'autant plus coûteux la formalisation à l'échelle individuelle.

## Statistiques
L'économie informelle prend des formes diverses. En font partie, de façon occasionnelle ou durable, des individus (par exemple vendeur de rue ou collecteur d'ordures) et des entreprises (par exemple des systèmes de transport comme celui de Lima au Pérou). L’économie informelle inclut notamment les travailleurs à domicile dans le domaine du textile et le personnel sans statut d’entreprises formelles ou non. Les employés travaillant dans le secteur informel peuvent être classés comme travailleurs salariés, travailleurs non-salariés ou une combinaison des deux.
Les statistiques sur l'économie informelle sont de par leur objet même à interpréter avec précaution, mais fournissent des indications sur ses dimensions. L'emploi informel représente en 2016 58,7 % de l'emploi non agricole dans la région Moyen-Orient - Afrique du Nord, 64,6 % en Amérique latine, 79,4 % en Asie et 80,4 % en Afrique subsaharienne. Si l'on inclut l'emploi agricole, les proportions augmentent, dans certains pays comme l'Inde et de nombreux pays d'Afrique subsaharienne, au-delà de 90 %. Les estimations pour les pays développés sont d'environ 15 %. Selon de récentes études, l'économie informelle dans de nombreuses régions a diminué au cours des 20 dernières années jusqu'en 2014. En Afrique, la part de l'économie informelle a diminué pour atteindre environ 40 % de l'économie.
Dans les pays en développement, la plus grande partie du travail informel, environ 70 %, est un travail indépendant. L'emploi salarié prédomine. La majorité des travailleurs de l'économie informelle sont des femmes. Les politiques et les développements affectant l'économie informelle ont donc des effets spécifiques du point de vue du genre.
L'organisation internationale du travail estime en 2018 que plus de 60 % de la population mondiale travaille dans l'économie informelle. Ce taux est de 63 % pour les hommes contre 58,1 % pour les femmes. Un niveau d'éducation plus élevé est associé à une diminution de l'activité informelle. Il existe de fortes disparités géographiques : l'emploi informel représente en Afrique 85,8 % de l'emploi, les États arabes 68,6 %, l'Asie et le Pacifique 68,2 %, le continent américain 40 % , l'Europe et l'Asie centrale 25,1 %.

## Conséquences
Selon un rapport de la Banque mondiale paru en 2021, l'économie informelle qui représente 70 % de l'emploi total et un tiers du PIB des pays émergents a des conséquences fortement négatives sur la croissance et la pauvreté : elle « diminue la capacité  à mobiliser les ressources budgétaires nécessaires pour soutenir l'économie en cas de crise, à mener des politiques économiques efficaces et à renforcer le capital humain pour le développement à long terme ».